# Europees kampioenschap dammen 2018
Het Europees kampioenschap dammen 2018 algemeen en voor vrouwen werd van woensdag 16 t/m maandag 23 december 2018 in Moskou gespeeld. 
Het Zwitsers systeem bestaande uit 9 ronden werd gehanteerd. 
Aleksej Tsjizjov was de titelverdediger algemeen, Aygul Idrisova bij de vrouwen. 
Het speeltempo bedroeg 80 minuten per partij + 1 minuut per zet. 
In het algemene kampioenschap won Michael Semianiuk, bij de vrouwen Matrena Nogovitsyna.

## Top 10 + Nederlanders, Belgen en prominenten,  algemeen
| plaats | speler                 | land        | titel | punten | TSolk1 |
| ------ | ---------------------- | ----------- | ----- | ------ | ------ |
| 1      | Michael Semianiuk      | Wit-Rusland | MI    | 13     | 90     |
| 2      | Aleksandr Georgiejev   | Rusland     | GMI   | 13     | 84     |
| 3      | Martijn van IJzendoorn | Nederland   | GMI   | 12     | 89     |
| 4      | Jevgeni Vatoetin       | Wit-Rusland | GMI   | 12     | 87     |
| 5      | Nikolaj Germogenov     | Rusland     | MI    | 11     | 89 81  |
| 6      | Jitse Slump            | Nederland   | MI    | 11     | 89 79  |
| 7      | Aleksandr Getmanski    | Rusland     | GMI   | 11     | 88     |
| 8      | Aleksej Tsjizjov2      | Rusland     | GMI   | 11     | 83     |
| 9      | Ivan Trofimov          | Rusland     | GMI   | 11     | 81 73  |
| 10     | Alexander Baljakin     | Nederland   | GMI   | 11     | 81 72  |
| 11     | Jan Groenendijk        | Nederland   | GMI   | 11     | 80     |
| 14     | Guntis Valneris        | Letland     | GMI   | 10     | 84     |
| 15     | Ajnoer Sjajbakov       | Rusland     | GMI   | 10     | 82     |
| 16     | Ron Heusdens           | Nederland   | GMI   | 10     | 82     |
| 16     | Aleksandr Boelatov     | Wit-Rusland | GMI   | 10     | 82     |
| 18     | Jos Stokkel            | Nederland   | GMI   | 10     | 80     |
| 19     | Wouter Sipma           | Nederland   | GMI   | 10     | 77     |
| 24     | Edvardas Bužinskis     | Litouwen    | GMI   | 10     | 71     |
| 25     | Wouter Wolff           | Nederland   | MI    | 10     | 70     |
| 26     | Aleksej Domchev        | Litouwen    | GMI   | 9      | 80     |
| 27     | Moerodoello Amrillajev | Rusland     | GMI   | 9      | 79     |
| 33     | Koos van Amerongen     | Nederland   | MF    | 9      | 74     |
| 45     | Patrick Casaril        | België      | MF    | 8      | 67     |

| Legenda                |
| ---------------------- |
| Geplaatst voor WK 2019 |

1 TSolk staat voor Solkoff Truncated, waarbij de punten van de tegenstanders worden opgeteld en daarna de laagste score wordt afgetrokken. Mocht er dan nog steeds geen beslissing zijn gevallen, dan worden de laagste twee scores afgetrokken, enz.

2 Ondanks zijn plaats buiten de top vijf, mag Tsjizjov naar het WK 2019 vanwege zijn tweede plaats op het WK 2017.

## Top 10 + Nederlanders en prominenten, vrouwen
| plaats | speler                | land        | titel | punten | TSolk |
| ------ | --------------------- | ----------- | ----- | ------ | ----- |
| 1      | Matrena Nogovitsyna   | Rusland     | GMIF  | 12     | 88    |
| 2      | Natalia Sjestakova    | Rusland     | MIF   | 12     | 87    |
| 3      | Elena Milsjina        | Rusland     | GMIF  | 12     | 86 79 |
| 4      | Tamara Tansykkoezjina | Rusland     | GMIF  | 12     | 86 77 |
| 5      | Darja Fedorovitsj     | Wit-Rusland | MIF   | 11     | 90    |
| 6      | Viktoria Motritsjko   | Oekraïne    | GMIF  | 11     | 86    |
| 7      | Heike Verheul         | Nederland   | MIF   | 11     | 85    |
| 8      | Natalia Sadowska      | Polen       | GMIF  | 11     | 84 76 |
| 9      | Palina Petrusiova     | Wit-Rusland | MFF   | 11     | 84 75 |
| 10     | Vitalia Doumesh       | Nederland   | MIF   | 11     | 82    |
| 14     | Daria Tkatsjenko      | Oekraïne    | GMIF  | 11     | 73    |
| 16     | Aygul Idrisova        | Oekraïne    | GMIF  | 10     | 82    |
| 28     | Ester van Muijen      | Nederland   | MFF   | 9      | 75    |